# Place de Séoul
Koordinaten: 48° 50′ N, 2° 19′ O
Der Place de Séoul ist ein Platz im 14. Arrondissement von Paris. Er entstand im Zuge der Gestaltung der ZAC Guilleminot-Vercingétorix.

## Lage
Der Platz ist nur für Fußgänger und Radfahrer offen. Im Osten erfolgt der Zugang über den Place de l’Abbé Jean Lebeuf und vom Westen über den Place Slimane Azem.

## Namensursprung
Er trägt den Namen der südkoreanischen Hauptstadt Seoul.

## Geschichte
Unter der Bezeichnung «voie AB/14» wurde der Platz 1970 im Rahmen der Neugestaltung als ZAC Guilleminot-Vercingétorix geplant. Unter dem Namen Échelles du Baroque wurde 1985 nach den Plänen des spanischen Architekten Ricardo Bofill der Immobilienkomplex Les Colonnes errichtet. Der dabei entstandene Platz wurde in das Pariser Kataster unter dem Namen Place de Séoul aufgenommen.